# 阮氏壽香
阮氏壽香（越南语：／）是越南西山朝君主阮文岳的女儿。
她是归仁府西山邑（今属平定省西山縣）人。1774年，阮主政权被阮文岳领导的西山起义和越南北河郑主政权夹击，阮主阮福淳逃到嘉定（今胡志明市），留下东宫阮福暘抵抗。阮福暘被阮文岳迎到了会安。1775年，阮文岳派人去见阮主将领宋福洽请降。以興復爲名，迎阮福暘回到芃江，将女儿壽香进献给阮福暘，屢請阮福暘登上王位，阮福暘没有同意。阮文岳派弟弟阮文惠突袭宋福洽，西山将领李才归附阮主，将阮福暘带至嘉定，以阮福暘为王，阮福淳为太上王。有人认为1778年嫁给武文任的就是壽香。